# Maria Padrós i Tortades
Maria Padrós Tortades (Vic, Osona, 14 de maig de 1979) és una jugadora de basquetbol catalana, ja retirada.
Formada al Club Bàsquet Vic, va fixar pel Segle XXI amb el qual va jugar a la primera divisió B la temporada 1995-96. Va debutar a la primera divisió de la Lliga femenina amb el Ros Casares el 1998, i dos anys més tard, va competir amb el CB Avenida. Posteriorment, va jugar a la Lliga Femenina 2 amb el València Sportiu Basket, Basquet Femení Viladecans i Bàsquet Femení Sant Adrià, retirant-se al final de la temporada 2007-08. Ha sigut internacional amb la selecció espanyola en categories inferiors.